# Richard Sakai
Richard Sakai (* 28. Januar 1954 in San Francisco, Kalifornien) ist ein US-amerikanischer Produzent für Film und Fernsehen.

## Leben
Sakai ist seit Ende der 1970er Jahre als Produzent tätig. Zunächst war er an Fernsehserien und in den 1990er Jahren auch Fernsehfilmen beteiligt. Die erste Serie, die er mehrere Jahre begleitete, war Taxi. In den Jahren 1982 und 1983 inszenierte er auch einige Folgen dieser. Seit 1989 ist er als Produzent an der Serie Die Simpsons beteiligt. Mehrfach gewann er hierfür den Emmy zusammen mit dem übrigen Team. Von 1987 bis 1990 gehörte er zum Produktionsteam der Tracey Ullman Show. Gelegentlich war er auch als Ausführender Produzent aktiv, so für Durchgeknallt (1996) und Besser geht’s nicht (1997).
Bei der Oscarverleihung 1997 war Sakai mit James L. Brooks, Laurence Mark und Cameron Crowe für Jerry Maguire – Spiel des Lebens für den Oscar in der Kategorie Bester Film nominiert.
Sakai ist mit Amber Sakai verheiratet.

## Filmografie (Auswahl)
- 1979–1982: Taxi (Fernsehserie)
- 1987–1990: Die Tracey Ullman Show (The Tracey Ullman Show, Fernsehserie)
- seit 1989: Die Simpsons (The Simpsons, Fernsehserie)
- 1993–1994: Phenom – Das Tenniswunder (Phenom, Fernsehserie)
- 1996: Jerry Maguire – Spiel des Lebens (Jerry Maguire)
- 2000–2001: What About Joan  (Fernsehserie)
- 2001: Unterwegs mit Jungs (Riding in Cars with Boys)
- 2004: Spanglish
- 2007: Die Simpsons – Der Film (The Simpsons Movie)
- 2016: The Edge of Seventeen – Das Jahr der Entscheidung (The Edge of Seventeen)
- 2018: Icebox
- 2020: Spiel mit dem Schicksal (Playdate with Destiny, Kurzfilm)
- 2023: Are You There God? It’s Me, Margaret.